# Cryptopimpla rubrithorax
Cryptopimpla rubrithorax är en stekelart som beskrevs av Morley 1916. Cryptopimpla rubrithorax ingår i släktet Cryptopimpla och familjen brokparasitsteklar. Inga underarter finns listade i Catalogue of Life.